# Cherlen (distrikt i Chentij)
Cherlen (mongoliska: Хэрлэн Сум, Хэрлэн, Cherlen Sum) är ett distrikt i Mongoliet.   Det ligger i provinsen Chentij, i den östra delen av landet, 290 km öster om huvudstaden Ulaanbaatar.